# Кассиль, Лев Абрамович
Лев Абра́мович Касси́ль (27 июня [10 июля] 1905, Покровская слобода, Самарская губерния — 21 июня 1970[…], Москва) — русский советский писатель, сценарист. Член-корреспондент АПН СССР (1965). Лауреат Сталинской премии третьей степени (1951).

## Биография
Родился 27 июня (10 июля) 1905 года в Покровской слободе (ныне город Энгельс, Саратовская область) в семье врача Абрама Григорьевича Кассиля и учительницы музыки, затем зубного врача Анны Иосифовны Перельман. Учился в гимназии, после революции преобразованной в Единую трудовую школу, которую окончил в 1923 году.
Сотрудничал с Покровской детской библиотекой-читальней, при которой для детей организовывались различные кружки, в том числе издавался и рукописный журнал, редактором и художником которого был Кассиль.
С 1923 года жил в Москве. В 1927 году окончил три курса физико-математического факультета МГУ. К третьему курсу студента физмата «неотвратимо потянуло писать», и он принялся строчить домой письма, которые порой достигали 25—30 страниц. Кассиль много бродил по Москве и в письмах описывал всё, что видел: новостройки, футбол, театры, выставки, музеи… А младший брат Кассиля, Иосиф (Оська), забирал эти письма у матери, перепечатывал на машинке и относил в местную газету. Там появился целый цикл «Письма из Москвы». Оська получал гонорары и на эти деньги водил своих приятелей в кино, угощал их пирожными — «за здоровье брата». Узнав об этих проделках, старший брат решил, что и сам мог бы позаботиться о своём здоровье. С 1925 года начал заниматься литературой. В 1928—1937 годах был очеркистом, фельетонистом и специальным корреспондентом газеты «Известия». В 1937 году, затем в 1941—1942 — ответственный редактор журнала «Мурзилка».
В годы Великой Отечественной войны Л. А. Кассиль выступал по радио, в школах, воинских частях, на предприятиях Москвы и Урала. В 1947—1948 годах работал председателем комиссии по детской литературе СП СССР. В 1947—1949 годах был руководителем семинара детской литературы в Литературном институте имени А. М. Горького.
Как детского писателя его первым представил В. В. Маяковский (журнал «Новый ЛЕФ», 1927). Самое значительное из его произведений, «Кондуит и Швамбрания» (1928—1931), написанное на автобиографическом материале, рассказывает о жизни гимназистов в дореволюционной России и в 1917—1919 гг. После ареста младшего брата писателя Иосифа Кассиля в 1937 году книга много лет не переиздавалась, но не была изъята из библиотек. «Вратарь Республики» (1937) — первый советский роман о спорте. Участник групп «ЛЕФ» и «РЕФ».
Автор идеи проведения Книжкиных именин, трансформировавшихся со временем в Неделю детской книги.
Жил в Москве, с 1947 по 1970 год — в Камергерском переулке, № 5/7, строение 1, квартира № 23 (на доме установлена мемориальная доска).
Умер в Москве 21 июня 1970 года (от инфаркта, случившегося, когда он смотрел телетрансляцию финального матча на чемпионате мира по футболу). Похоронен на Новодевичьем кладбище (участок № 2).

## Память
В Энгельсе существует Дом-музей Льва Кассиля на улице его имени. Этот дом — последнее место жительства семьи Кассилей в г. Покровске (Энгельсе) с 1918—1923 г., адрес дома-музея — улица Льва Кассиля 42. На этой же улице между домами 25 и 27А есть сквер «Швамбрания». Вблизи в сквере его имени на Площади Свободы установлен памятник Льву Кассилю.

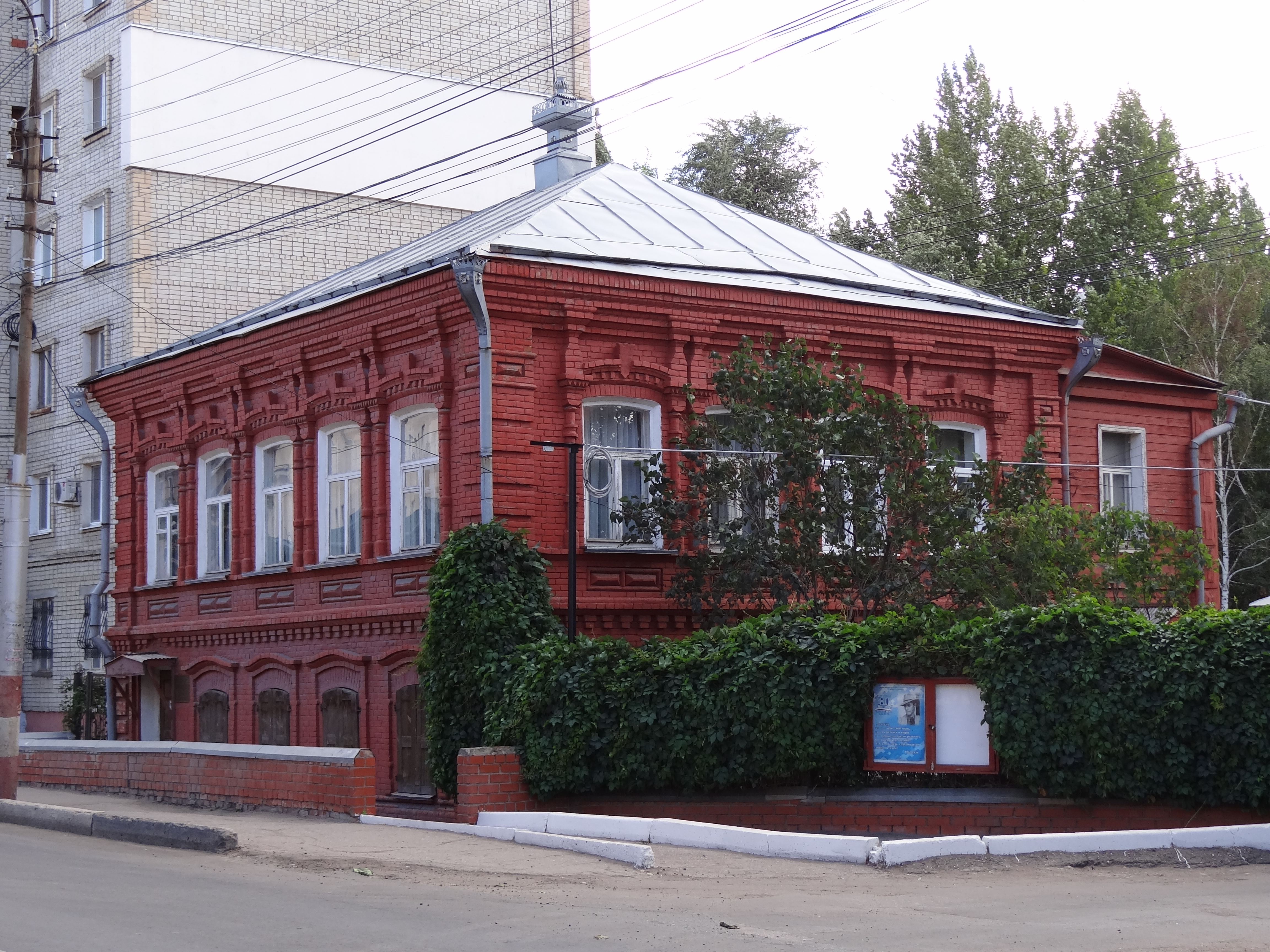
Дом-музей Льва Кассиля (г. Энгельс)
Сквер Швамбрания (г. Энгельс)
Кассилевский квартал (г. Энгельс)
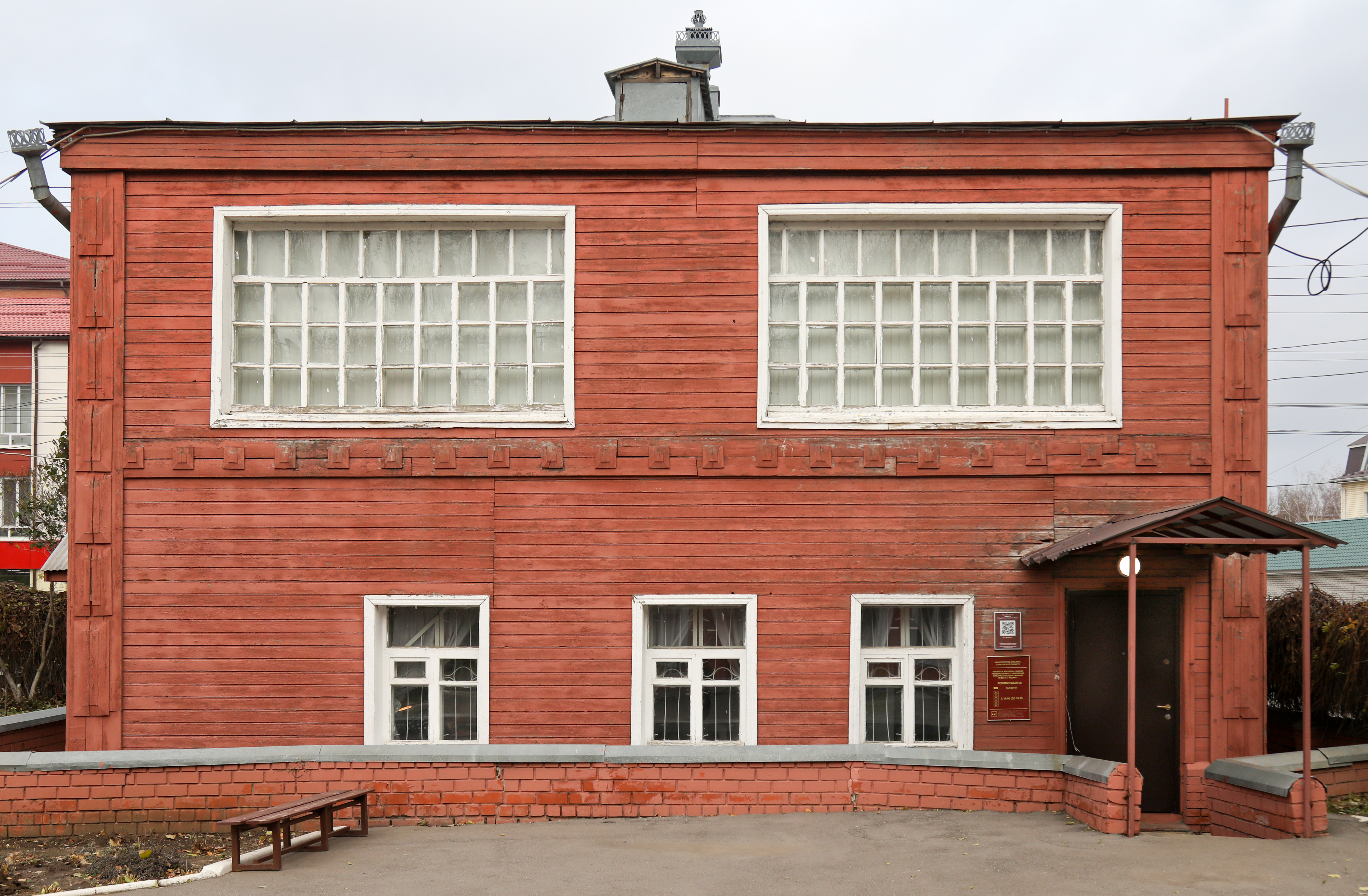
Вход в Дом-музей Льва Кассиля (г. Энгельс)

## Семья
Дед — Гершон Менделевич Кассиль, с 1880-х годов был духовным раввином и резником иудейской общины Казани.
Брат — журналист, писатель, литературный критик Иосиф Абрамович Кассиль (1908—1938), прототип Оси в повести «Кондуит и Швамбрания». Арестован в 1937 году, в 1938 году расстрелян.
Первая жена — Елена Ильинична Кассиль (урождённая Кунина, 1911—1961), была сестрой писателя Константина Кунина. Сыновья — Владимир Кассиль (1934—2017), реаниматолог, доктор медицинских наук, заслуженный деятель науки Российской Федерации, профессор, и Дмитрий Кассиль (1940—1996), художник.
Вторая жена — Светлана Леонидовна Собинова (1920—2002), актриса, доцент ГИТИСа, дочь оперного певца Л. В. Собинова. Дочь — режиссёр-мультипликатор Ирина Собинова-Кассиль (род. 1948). Шурин (единокровный брат жены) — концертмейстер и композитор Борис Леонидович Собинов.

## Премии и награды

Памятник Л. А. Кассилю «Фантазёр» в г. Энгельсе

- Сталинская премия третьей степени (1951) — за повесть «Улица младшего сына» (написана совместно с М. Л. Поляновским). Повесть посвящена Володе Дубинину, пионеру-герою Великой Отечественной войны
- 2 ордена Трудового Красного Знамени (30.06.1955; 24.07.1965)
- орден Красной Звезды (30.10.1945)
- орден «Знак Почёта» (31.01.1939)
- медали
- Отличник физической культуры и спорта СССР (1961[13])

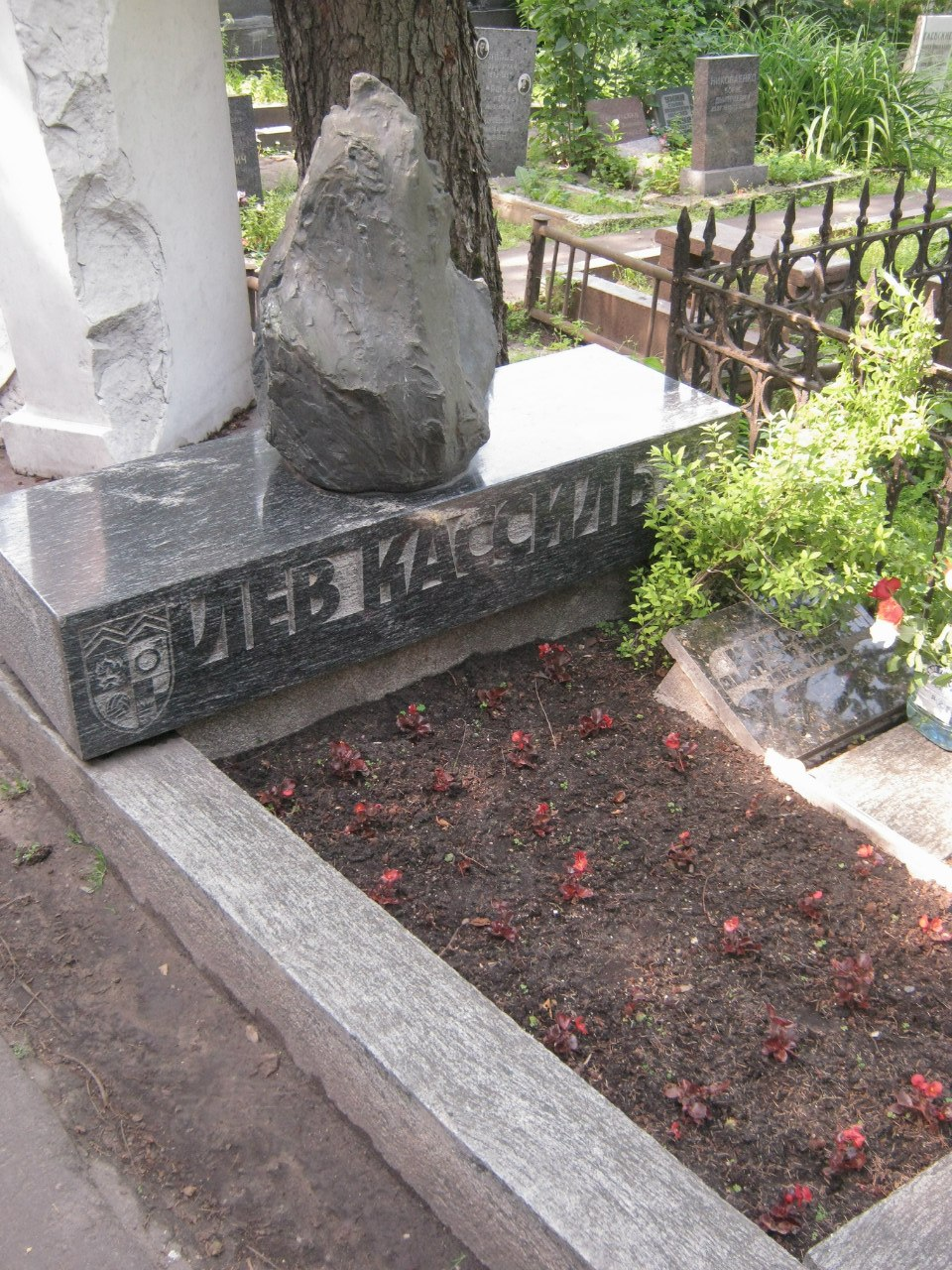
Могила Кассиля на Новодевичьем кладбище Москвы.

## Фильмография
- 1934 — Кража зрения — по одноимённому рассказу
- 1935 — Будёныши (короткометражный)
- 1935 — Кондуит — по повести «Кондуит и Швамбрания»
- 1936 — Вратарь — по повести «Вратарь республики»
- 1938 — Друзья из табора — сценарист
- 1940 — Брат героя — по повести «Черемыш, брат героя»
- 1943 — Учительница Карташова — по рассказу «У классной доски»
- 1946 — Синегория — по повести «Дорогие мои мальчишки»
- 1951 — Друзья-товарищи — мультфильм, автор сценария
- 1954 — Два жадных медвежонка — мультфильм, автор сценария
- 1962 — Улица младшего сына — по одноимённой повести
- 1968 — Удар! Ещё удар! — автор сценария
- 1968 — Громобой — по рассказу «Есть на Волге утёс»
- 1971 — Ход белой королевы — по одноимённой повести
- 1974 — Великое противостояние — по мотивам одноимённой повести
- 1978 — Мальчишки — по повести «Дорогие мои мальчишки»
- 1978 — Будьте готовы, Ваше высочество! — художественный фильм, автор сценария